# スピリチュアルケア
スピリチュアルケア（spiritual care）とは、「生きがいを持ちやすい人生観」への転換を推奨し、人生のあらゆる事象に価値を見出すよう導くことにより、人間のスピリチュアルな要素（心あるいは魂）の健全性を守ることである。
ウァルデマール・キッペス（Waldemar Kippes）は、「スピリチュアルケアとは現代人のスピリチュアルな生活のバイタリティーおよびその深さを育成する援助であり、他者や神や自分自身の内面的なニーズに応対する、人間としての成長を示し、育成するものである」と述べている。

## 概説
「なぜ生きているのか」「何のために生きているのか」「毎日繰り返される体験の意味は何か」「自分はなぜ病気なのか」「自分はなぜ死ななければならないのか」「死んだあとはどうなるのか」「人間に生まれ、人間として生きているということはどういうことなのか」などの問いは、人間誰しも抱えている。スピリチュアルケアというのは、こういった問いに真正面から対面し、探究し、健全な解決へと向けて、絶え間なく働きかけることである。（死生学も参照）
人は、誰でも、元気なときでも、何かしら「スピリチュアルケア」を必要としているという。ましてや、病気になったとき、どうにもならない困難と対峙したとき、死に直面しているときなどは、なおさら、適切なスピリチュアル・ケアを提供を受けることが、大きな救いとなる。ところが、現代西洋医学は、「APPARATE MEDIZIN（機械医療）」、つまりハイテクノロジー重視の医療へと変化してしまったため、もはや西洋の古来の伝統的医学とも異なり、また現在も用いられる各文化圏の伝統医療とも異なったものとなってしまってい、現代西洋医学の従事者の多くは、病んでいる人のスピリチュアル・ニーズや、その切実な叫びを理解できなくなってしまっているという。おまけに、現代社会全体が、若さ・バイタリティー・美などばかりを高く評価しそれに言及することが多い一方で、苦しむこと・病気の状態を生きること・死ぬこと・宗教的なこと、といったことがらについては、普段、タブー視する傾向がある。しばしば病は突然やってくるものであり、そのような場合、人はスピリチュアルな痛みを感じつつ、「自分は何のために生きているのか」「死んだあとはどうなるのか」といったスピリチュアルな問いを行う。臨床スピリチュアル・ケアはこういった場で生まれている切実なニーズに応えている。
スピリチュアルケアは、身体的ケア・精神的ケア・心理的ケアにまさっているともされ、また、人間の究極的なケアともされる。
飯田史彦は、スピリチュアル・ケアとメンタル・ケアとの違いは、メンタル・ケアが「とにかく大丈夫ですよ」などと答えをあいまいにしたままであるのに対して、スピリチュアル・ケアにおいては「人生についての根本的疑問」に理路整然と回答し、納得を得る必要があることだとしている。
スピリチュアルケアは、その実施のためには十分な教育と訓練が必要とされるものである。
スピリチュアルケアは、各国の現場では、主要な宗派の用語や人々の言語習慣などを汲みつつ「PASTORAL CARE　パストラルケア」（英・米）「SEELSORGE　魂の配慮」（ドイツ）などとも呼ばれている。
日本の医療界におけるスピリチュアルケアの状況は、必要性についての認識が十分に育っておらず、位置づけも不十分で伝統が確立していない、とキッペスから指摘された（1999年）。その後、2004年にはスピリチュアルケア研究会が愛知県で、2007年には日本スピリチュアルケア学会が関西で設立されるなど、徐々に進展が見られる。

## 「スピリチュアル」の意味
スピリチュアル・ケアという表現に含まれる「スピリチュアル」という言葉の意味については、WHOにおいて以下のように定義されている。

「スピリチュアル」とは、人間として生きることに関連した経験的一側面であり、身体感覚的な現象を超越して得た体験を表す言葉である。多くの人々にとって、「生きていること」が持つスピリチュアルな側面には宗教的な因子が含まれているが、「スピリチュアル」は「宗教的」とは同じ意味ではない。スピリチュアルな因子は、身体的、心理的、社会的因子を包含した、人間の「生」の全体像を構成する一因子とみることができ、生きている意味や目的についての関心や懸念と関わっている場合が多い。（WHO「ガンの緩和ケアに関する専門委員会報告」1983年）

つまり、人間全体を考えるときに無視できない、目には見えないが、生きる意味や目的に関する、とても重要な要素だとされる。

## スピリチュアルな痛み
『ターミナルケアマニュアル』は、スピリチュアルな痛みに関しておよそ次のようなことを述べている。
病は（しばしば、本人にとって）何の前ぶれもなくやってくるものであり、因果関係がはっきり判らずその説明がされない疾病も多く、そういった場合は当然のことながら「わたしだけがなぜこんなに苦しまなければならないのか」といった問い、自分の苦難の存在に関する問い・苦痛、が現れてくる。また、死を覚悟しなければならない病状になったり、他人の世話にならなければ生きることができなくなった場合、「私の人生はいったい何なのだろうか？」といった問い、生きる意味に関する苦痛が生じる。病気の状態だとしばしば、孤独感や罪責感という苦痛にさいなまれることも多く、また永遠に家族と別れなければならないと感じるので別離の予測に伴う苦痛もあり、また死後の世界のことを考える際に苦痛を抱くこともある。これらの苦痛は、単なる精神的な痛みというよりも、むしろそれを超えた"魂の叫び"、自己存在の根本的な意味や価値に関わる、より深いレベルの痛みと捉えることができる。これらは、「スピリチュアルな痛み（霊的な痛み）」と呼ばれる。これは、特定の宗教に属する人に現れるような痛みではなく、全ての人間に現れる痛みだと言われている。
スピリチュアルな苦痛を感じている状態に対しては、（万人に通用するような）ただひとつの援助方法というものは存在しない。スピリチュアルな苦痛を癒すには、人間対人間の人格的な交わり、心の交わり、あるいは信仰心といったものが必要である。スピリチュアルな痛みは、単純に宗教家だけいれば癒されるというわけではなく、むしろ患者に関わる全ての人との関係によってはじめて癒されるものなのである。

## 飯田史彦による、スピリチュアル・ケアの基本方針という設定
飯田史彦がまとめている「スピリチュアル・ケアの基本方針」もスピリチュアル・ケアの理解を助けるものであるので紹介する。

スピリチュアル・ケアの基本方針とは、人生のあらゆる事象に意味や価値を見出すことができるような、適切な思考法や有益な情報を効果的に伝えることによって、対象者が自分自身で、「心の免疫力」や「心の自己治癒力」を高めていくよう導くことである。

別の表現をすれば以下が基本方針とされるという。
「もしかすると宇宙には、自分を真の幸福へと導いてくれるような、深遠な仕組みや法則があるのかもしれない」という希望や「少なくとも、そう仮定しながら生きていく方が望ましいのではないか」という合理的判断にいたるよう、自問自答していただくこと

## スピリチュアルケアの三類型
スピリチュアルケアの分類方法はいくつかあろうが、飯田史彦はスピリチュアル・ケアを以下の三種類に分類し俯瞰している。

### 宗教的スピリチュアルケア
宗教的スピリチュアル・ケアとは、各宗教団体やその信者が、独自の宗教的な思想、教義を伝えることにより、対象者を救おうとする方法である。特定宗教の信者であることを自覚していて信仰心の強い人に対しては有効に作用する。対象者の宗教宗派の教義に応じて、伝える内容やケアの方法を変える必要がある。
キリスト教会の用語ではパストラルケア、プロテスタント用語では牧会、カトリック用語では司牧である。

### 科学的スピリチュアルケア
科学的スピリチュアル・ケアとは、宗教とは無関係の組織や個人が、科学的な思考や情報を伝えることにより対象者を救おうとする方法であると飯田史彦は定義している。
特定の宗教の信者との自覚がなく、スピリチュアルな概念を否定あるいは疑問視する人に対しては、うまくゆけば、大いに有効に作用する可能性がある。現在の日本人の大多数がこのようなタイプの人であり、今後の大きな研究課題となるはずであり、世界的にみてもこのタイプの人々は増加しているので、この科学的スピリチュアル・ケアの重要性は、ますます高まってゆく状況にある、と飯田史彦は述べている。
ケアする相手の価値観や許容力に応じて、慎重に伝達内容やケアの方法を変える必要があり、適切な処方箋の開発が、このケアの発展のために不可欠であるともいう。

### 複合的スピリチュアルケア
複合的スピリチュアル・ケアとは、特定の宗教団体・宗派とスピリチュアル・ケアの専門家が協力しながら、その宗教・宗派の教義と、それに則した科学的情報とを組み合わせて伝えることにより、対象者を救おうとする方法のことと飯田史彦は述べている。
特定の宗教団体の信者であることを自覚しながらも、教えの信憑性に疑念を抱き、信仰が深まらない人々に対しては、かなりの有効性が期待できるという。
個別の宗教・宗派の教義に応じて、伝達内容やケアの方法を変える必要がある。例えば「キリスト教の○○派の信者に対応するスピリチュアル・ケア」「仏教の○○宗・○○派の信者に対するスピリチュアル・ケア」等々、各宗教宗派ごとに異なる処方箋を開発する必要があるという。

## 臨床スピリチュアルケアの状況
欧米の医療界においては、スピリチュアル・ケアというのは、医療界を構成する大切な要素として、以前から存在してきた歴史がある。医療施設には、臨床パストラル部が設置されている。イギリスやアメリカ合衆国では「PASTORAL CARE　パストラルケア部」が設置されており、ドイツの国公私立医療施設には「SEELSORGE　魂の配慮部」が設置されている。
欧米のほとんど病院内に、当然のこととしてスピリチュアルケアのための施設（例えば、礼拝堂（チャペル））が併設されていたり、病院内に病院所属のスピリチュアルケアの専門職（例えばチャプレン）のための宿泊所が用意されていることなどは、欧米社会においてスピリチュアルケアが制度としてしっかり根付いていることを表している。

### イギリス
イギリスの国民保健サービス（NHS）は1996年にスピリチュアルケアについての19頁のハンドブックを発行し、医療界におけるスピリチュアル・ケアの必要性および品質を向上すべきことを広報している。臨床パストラル・ケアを受けられることは患者の権利であると述べている。

### ドイツ
ドイツでは、憲法により、病院において臨床パストラルケアが実施されることが守られている。ワイマール憲法の140条および141条が、規模の大きな伝統的な教会、つまりカトリック教会と福音主義教会が、病院で臨床パストラルケアを行うことを保証し、同時に患者が宗教から過度に干渉されたり強制されることからも守る仕組みとなっている。
どの病院も、教会が臨床パストラルケアを提供することを受け入れ、その実施に必要な、瞑想の場、臨床パストラルケア専用の相談室、電話、事務用品などを提供しているという。また、病院は、病院内で礼拝が行えること、カトリックのミサやプロテスタントの聖餐を行えること、病室において聖体拝領や聖餐の儀式を行えること、病者の祝福や病者の塗油の秘跡の実施できること、を保証している。

### アメリカ合衆国
アメリカ合衆国の医療制度においては、スピリチュアルケアを提供できることが、病院として認可を受けるのに必要な条件とされているほどで、パストラル・カウンセリング（=スピリチュアルケア）を求めることは患者の権利、当然のサービスとされている。
たとえば「Joint Commission,  1996 Accreditation Manual for Hospitals, Volume I Standards」には「患者の権利と体制の倫理」の箇所があり、「患者の権利 RI. 1.3.5」には「多くの患者にとって、パストラルカウンセリングおよびその他のスピリチュアルサービスは、日常生活におけるhealth care（ヘルスケア、医療）から切り離すことのできないものである。病院は、それを求める患者にパストラルカウンセリングサービスを提供できる」とし、「患者の権利 RI.1.2.5」では「病院は各患者のパストラルカウンセリングを受ける権利を尊重し、準備もする。患者のスピリチュアルな要望には、司祭や資格あるチャプレン、あるいは資格のない一般個人が応えることが認められている。」としており、「臨床チャプレンは患者のスピリチュアルな健全さを回復し、リハビリするために患者をアセスメントし、個人的またはグループセッションでの治療を行う。臨床チャプレンは霊的に弱められている人およびその家族、世話をしている人たち、その他の人々のスピリチュアルなゆがみやスピリチュアルケアの方法についてカウンセリングする」としている。
小規模の地方病院では、スピリチュアルケアを実施できる司祭や牧師の一覧表を所持し（司祭や牧師は、各自の小教区の信者の世話をしつつ、病院の患者も訪問する）、それを活用している。大病院や大学病院では、病院内に「臨床パストラルカウンセリング部」を設置している。大病院では、「ACCREDITED MASTER OF DIVINITY DEGREE PROGRAM （認可 神学修士課程）」を卒業し資格を有する臨床チャプレンを雇用する。こうした部では、患者のCARE PROCESS（ケア過程）と呼ばれるものに含まれるサービスを提供している場合があり、その場合は、SPIRITUAL SERVICE（スピリチュアル・サービス）を患者のカルテに残すかどうかは病院側が決定しているという。

### 日本
キッペスは著書（1999年）において、日本の医療界ではスピリチュアルケアが必要だとの認識が未だ十分に育っておらず、位置づけも不十分で伝統が確立していない、と述べた。また、日本では、スピリチュアルケアを行うには、スピリチュアルケアの教育や訓練を受けた人が必要だという認識や、他の専門を持っている人が片手間でできるようなものではないという認識が不足している、とも指摘されている。
国公立やキリスト教系病院ではスピリチュアルケア（パストラルケア）の専門職を受け入れてはいるという。だが、それ以外の私立病院などの中には、認識が足らず、スピリチュアルケアの専門職員がいないばかりか、スピリチュアルケアの専門家がケアを行うことを拒むような病院すらあるという。
人々が人生の最後の時を迎えようとするホスピス（ビハーラ）という場所は、本来はスピリチュアルケアなしの状態というのは考えがたいはずである。それは世界保健機関（WHO）も指摘している。緩和ケアの柱となる4つのケアは、身体的ケア、心理・精神的ケア、社会的ケア、スピリチュアルケアである。だが、日本では施設としてのホスピスは次第に増えてきているものの、そこにおいてもスピリチュアルケアの状態は不十分だ、とウァルデマール・キッペスから指摘されている。1997年の「日本全国ホスピス施設ガイド」で紹介された29のホスピス施設のうち、スタッフにチャプレン・宗教家・伝道部職員などがいるとしたのは、9施設（30%）（である/にすぎない）、ホスピスチャペル、仏堂、礼拝堂、祈りのための部屋などの施設を備えているのは7施設（24%）にとどまっているとされた。このデータは、その時点で、日本のホスピスの7割でスピリチュアルケアが十分に専門的には行われていなかったことを示唆している。
その後、2004年にはスピリチュアルケア研究会が愛知県（中部地方）で立ち上がり、2007年には関西を拠点として日本スピリチュアルケア学会が設立され（理事長は日野原重明。聖トマス大学、高野山大学、龍谷大学、京都大学、東京大学 等々等々の関係者が参加）、学術大会が開かれるようになり、またスピリチュアルケアに関する書籍がいくつも出版されるなど（末尾の関連書籍で参照可）、学会や情報という点では、徐々にではあるが進展が見られるようになっている。

## 臨床スピリチュアルケアを行う人、専門職
概説で説明したように、「なぜ生きているのか」「何のために生きているのか」「毎日繰り返される体験の意味は何か」「自分はなぜ病気なのか」「自分はなぜ死ななければならないのか」「死んだあとはどうなるのか」「人間として生まれ、人間として生きているということはどういうことなのか」などの問いは、人間誰しも抱えているが、しかし人々は必ずしも常日ごろからそのような問いについて十分な時間をかけて探究しているわけではない。
こういった問いかけと探究は相当に奥深いものがあり、生半可な知識では対応できるものではない。医療関係者であれば誰でも「スピリチュアルケア」ができるのではないか、などと思ってしまう人もいるかも知れないが、実際にはそうではない。ウァルデマール・キッペスはスピリチュアルケアを行うためには、全人的な基盤、すなわち哲学的および宗教的基盤の上に立ったしっかりとした教育を受ける必要がある、と述べている。また、飯田史彦も、「スピリチュアル・ケアを行うためには、ケアを行う本人が、しっかりとした宇宙観・人間観・人生観を持ち、それによって「救われて」いなければならない」と述べている。自分自身が、宇宙観・人間観・人生観をしっかりと学んで理解していなかったり、それら宇宙観・人間観・人生観によって自分自身が救われていなかったり（十分理解していなかったり）、救われないようなそれを抱いているようでは、とても他人を救う（しっかりと説明し、理解してもらい、救われてもらう）ことなどできるはずがないのである。
上記のような理由から、また同時にスピリチュアルケアというのは身体的ケア・精神的ケア・心理的ケアにまさっているともされる人間の究極的なケアでもあるので、それを行うためには、そのための十分な教育と訓練が必要だとされている。
欧米の病院におけるスピリチュアルケアは、「臨床パストラルケア、英語で「PASTORAL CARE 牧者のケア」、ドイツ語では「SEELSORGE 魂の配慮」などとも呼ばれており、その担当者は、大学で臨床パストラルケア専門教育課程や神学過程で4〜8年ほど学び卒業し、チャプレンの資格や認定を得た人が行っており、スピリチュアルケアというのは専門職であるとされている。

## 信教の自由とスピリチュアルケア
信教の自由に関する概念や法律は、ほぼ類似の場合もあれば、国ごとに異なる要素が見られる場合もある。ここでは便宜上日本人向けに日本の法律や状況を軸として簡潔に説明すると、日本国憲法の第20条は「信教の自由は、何人に対してもこれを保障する。いかなる宗教団体も、国から特権を受け、または政治上の権力を行使してはならない」としており、信教・宗教の自由を保証している。また、国連人権宣言の第18条でも、人には思想、良心と信教の自由がある、と明記している。よって、患者も信教の自由は保障されており、各人の信仰・信心にもとづいて、祈ったり、宗教的な書物や経典を読んだり、スピリチュアルケアを依頼したり、各信仰で定められた行為等（例えば、クリスチャンならば、聖体拝領、「許しの秘跡」を受ける、仏教徒ならば、お経をあげる、題目を唱える、瞑想をする　等々）を行うことができる。憲法にもとづいて、病院側は、信教の行為を可能な状態にしておく義務があり、これを禁じることはできない。と同時に、日本国憲法の第20条は「何人も、宗教上の行為、祝典、儀式または行事に参加することを強制されない」としている。よって、患者も、強制的な信教の行為からは守られるべきとされている。例えば、宗教団体系の医療施設において宗教に関係する放送などが行われることは、サービスの提供としてそれはそれで良いことだが、その場合は、それを聞きたい人の場合は聞くことができ、聞きたくない人の場合は聞かないことも選択できるような設備にしておくことが望まれている。
病院は、信教に関係する行為を可能にするため、またそれと同時に（ある宗派の）患者の信教の行為（例えば、声を出すこと）が（他の宗派の）患者の信教の自由の観点から不愉快な思いをさせないことを配慮するために、何かしらの環境を整備・工夫することが望まれている。設備、例えば相談室や、礼拝堂・仏堂・祈るための部屋などを設置することは、必要不可欠なのだという。例えば、他の患者に話の内容を聞かれずにスピリチュアルケアの専門家や宗教家に相談するための相談室や、視覚的・音響的に区切られた、何らかの宗教的な行為のための空間が必要だということなのである。
信教の自由のもとでスピリチュアルケアが提供されることが望ましいということ、また、その望ましい形、あるサービスが提供されつつ受け手は自由である、という望ましい状態を理解するのに役立つ、モデルあるいはアナロジーとして、ホテルの客室に置かれている宗教的書物の例をウァルデマール・キッペスは挙げている。ホテルの客室に聖書および仏教経典（等々）を置いておくのは、世界中のホテルにおいてほぼ常識となっている。聖書や仏教経典が置かれていることで、宿泊者は読むきっかけは提供されているが、強制はされていない。それらの本を手に取って読むという自由が確保され権利が尊重されている。本が置かれていないと読むチャンスが無い（これはこれで自由がないということになる）。ホテル側がチャンスを提供するのは親切な行為であって、強制ではない。これと同じような配慮で、病院においてもスピリチュアルケアが提供されることは憲法に保証された信教の自由の観点から望ましいことであり、また各人の信教の自由を保証した形で提供可能となっているのである。

## その他

### ドキュメンタリー
- こころの時代「悲しみと寄り添う〜スピリチュアルケアの仏教者〜」（2022年9月25日、NHK Eテレ）[28]

## 関連文献
- 「臨牀看護」 2004年6月号「特集　スピリチュアルケア　生きる意味への援助」、ヘルス出版
- 谷山洋三、窪寺俊之、伊藤高章『スピリチュアルケアを語る―ホスピス、ビハーラの臨床から』関西学院大学出版会、2004、ISBN 4907654650
- 窪寺俊之『スピリチュアルケア学序説』三輪書店、2004、ISBN 4895902129
- 谷山洋三『仏教とスピリチュアルケア』東方出版、2008、ISBN 4862491219
- 小澤 竹俊『医療者のための実践スピリチュアルケア―苦しむ患者さんから逃げない! 』日本医事新報社、2008
- エリザベス・ジョンストン テイラー 『スピリチュアルケア―看護のための理論・研究・実践』医学書院、2008、ISBN 978-4-260-00536-4
- ウァルデマール キッペス『スピリチュアルな痛み―薬物や手術でとれない苦痛・叫びへのケア』弓箭書院、2009、ISBN 4900354910